# Peter Singer
Peter Albert David Singer, avstralski filozof, * 6. julij 1946, Melbourne, Avstralija. 
Ukvarja se z bioetiko, pri kateri gre za filozofsko razkrivanje moralnih vprašanj, in preučuje etične vidike ved o življenju in zdravstvu. Njegove najbolj znane ideje in razprave govorijo o splavu, evtanaziji, pravicah živali in revščini. Singerjeve ideje so pripomogle k podvigu altruizma, katerega glavno načelo je težiti k sreči in dobremu drugih, tudi na račun lastne sreče in življenja, da bi čim bolj zmanjšali trpljenje na svetu. Njegove ideje postajajo s časom vse popularnejše v sodobnem svetu, zato mnogi Petra Singerja štejejo za najvplivnejšega filozofa našega časa. 

## Življenje
Singerjevi starši so judovskega porekla. Njegov oče je uvažal kavo in čaj, mama pa se je ukvarjala z medicino. Njegove stare starše po očetovi strani so nacisti ubili v koncentracijskem taborišču Łódź, starega očeta po materini strani pa v koncentracijskem taborišču Theresienstadt. Leta 1938 so njegovi starši po priključitvi Avstrije nacistični Nemčiji emigrirali v Avstralijo, kjer je bil 6. 7. 1946 v Melbournu rojen Singer. Starši mu v mladosti niso vsiljevali nikakršnih verskih prepričanj, saj so tudi sami le redko praznovali judovske praznike. Zato je v svojih najstniških letih odklonil svojo bar micvo in odrasel v ateista. 
Kasneje je najprej študiral na Preshil in Scotch College, nato pa je svoje izobraževanje nadaljeval na področju prava, zgodovine in filozofije na Univerzi v Melbournu, kjer je leta 1967 prejel diplomo, dve leti kasneje pa na tezo “Zakaj bi moral biti moralen?” še magisterij. Leta 1968 se je poročil z ženo Renato, pisateljico, s katero ima tri otroke: Ruth, Marion in Esther. Z njo je tudi sodeloval pri objavi svojih večjih publikacij. Po magisteriju je prejel štipendijo za študij na oxfordski univerzi, kjer je 1971 magistriral iz filozofije s tezo o civilni neubogljivosti, ki jo je v svoji knjigi, objavljeni leta 1973, obravnaval R. M. Hare. Na Singerjevo delovanje sta imela po njegovih besedah največji vpliv prav Hare in pa avstralski filozof H. J. McCloskey. Univerza v Oxfordu pa je imela velik vpliv tudi na Singerjevo osebno življenje, saj se je tukaj prvič srečal z vegetarijanstvom. Med kosilom na Balliol College v Oxfordu se je pogovarjal s kolegom Richardom Keshenom iz Kanade, ki se je odločil, da bo tisti dan jedel solato, saj mu je bilo rečeno, da omaka na špagetih, ki so jih jedli vsi ostali, vsebuje meso. Singer se za to ni zmenil in je mirno jedel svoje špagete, med tem pa je s Keshenom vneto razpravljal o njegovih razlogih za izogibanje mesnim jedem. Singer je kasneje izjavil, da pred tem še nikoli ni spoznal nobenega vegetarijanca, ki bi mu lahko podal tako jasen odgovor, da bi ga je on takoj razumel in se z njim poistovetil. Po bolj pogostem druženju s Keshenom in njegovimi vegetarijanskimi prijatelji ter branju knjige, ki je dokončno spremenila njegovo mnenje o uživanju mesa (Animal Machines avtorice Ruth Harrison), je po enem ali dveh tednih svojo ženo dokončno seznanil z dejstvom, da bosta morala spremeniti svoje prehranjevalne navade, saj je bil mnenja, da uživanje mesa ni opravičljivo. 
Pozneje je najprej dve leti poučeval na oxfordski, nato 16 mesecev na njujorški univerzi, nazadnje pa se je leta 1977 ustalil v Melbournu, kjer je, če izvzamemo občasne poti v tujino, preživel večino nadaljnje kariere do njegove preselitve na Princenton leta 1999. Junija 2011 se je priključil zvezi profesorjev privatne izobraževalne ustanove New College of the Humanities v Londonu. Poleg svojega delovanja kot profesor bioetike na Univerzi Princenton in v Londonu, že od leta 2001 redno prispeva projektu Project Syndicate, leta 2009 pa je ustanovil tudi svojo dobrodelno organizacijo The Life You Can Save. 

## Filozofija morale

### Pravice živali
Singer želi iz sveta odstraniti trpljenje, tako človeško kot živalsko. O tem je napisal knjigo Animal Liberation (1975), ki širi ideje o živalskih pravicah. Trdi, da si živali zaslužijo enake pravice do življenja kot ljudje, saj zadostujejo Singerjevim kriterijem do življenjskih pravic. Zaradi njene krutosti in škodljivosti okolju se je aktivno postavil proti delovanju mesne industrije in že v študijskih letih postal vegetarijanec. Prav tako nasprotuje testiranju na živalih, razen ko ima to vidne prednosti v razvoju medicine. Singer je razpravljal tudi o tem, ali je usmrtitev komarja umor.  

### Splav
Peter Singer pravi, da je pravica do življenja vezana na bitje, ki je zmožno čutiti bolečino in ugodje. To pa po njegovem ne velja za zarodek, saj trdi, da novorojenčkom manjkajo racionalnost, samozavedanje in avtonomija. Življenje novorojenčkov zato po Singerjevem mišljenju nima enake vrednosti kot življenje odraslega človeka. Kljub zavedanju, da gre pri zarodku in odraslemu za isto bitje, ju ne obravnava enakovredno. 

### Evtanazija
Evtanazijo loči na prostovoljno in neprostovoljno, pri tem pa neprostovoljno loči še na dve dodatni veji. V prvem primeru je udeleženec prisiljen v evtanazijo, kar pomeni da se zanjo namesto njega odločijo drugi, pri čemer ne upoštevajo želje udeleženca, v drugem primeru pa udeleženec sam ni zmožen izraziti svoje želje zaradi hude bolezni ali duševne nezrelosti. Singer zagovarja prostovoljno evtanazijo, neprostovoljno pa večinoma zavrača in pri tem ignorira idejo o svetosti vseh življenj, saj zanjo meni, da je zastarela in znanstveno neutemeljena. Kot posledica tega mišljenja se kaže njegova podpora evtanaziji telesno ali duševno zaostalih novorojenčkov, kjer se srečuje z mnogimi nasprotniki, ki se bojijo, da bi po tem postala manj vredna tudi življenja starejših invalidov. Njegova mama, ki je imela Alzheimerjevo bolezen, ne bi nadaljevala z življenjem, če bi imel Singer celotno odgovornost nad njenim življenjem. Trdi, da je njegov cilj dvigniti moralni status vseh živali, ne da bi hkrati nižal človeškega.

### Meta etika
V preteklosti Singer ni trdil, da obstajajo objektivne moralne vrednote po teoriji, da razlog lahko podpre egoizem in enako upoštevanje interesov. Sam je prevzel utilitarizem na podlagi tega, da so preference ljudi univerzalne. Toda v drugi izdaji praktične etike postavlja vprašanje, zakaj bi se morali obnašati moralno. "Ne obstaja odgovor, ki bo vsakomur zagotovil ogromne razloge za moralno delovanje". Toda ko je deloval kot soavtor pri delu "The Point of View of the Universe", se je njegovo mnenje spremenilo na stališče, da obstajajo objektivne moralne vrednote. Singer in Katarzyna de Lazari-Radek (soavtorica knjige) trdita,  da je to stališče bolj racionalno v nasprotju z egoizmom, ki sledi lastnemu interesu. Obstoj egoizma je namreč bolj verjetno produkt evolucije z naravno selekcijo in ne ker je pravilen. Poleg tega je enakopravno upoštevanje interesov vseh čutečih bitij v nasprotju s tem, kar bi pričakovali od naravne selekcije, kar pomeni, da je bolj verjetno, da je nepristranskost v etiki pravilna smer.

### Revščina in dobrodelnost
Singer je znan tudi po svojih bojih proti revščini. V svojih delih nas uči, da bi se morali vsi ljudje potruditi, da bi zmanjšali trpljenje na svetu. V njih opisuje najvplivnejše načine za prispevanje svojega deleža za pomoč drugim. Zagovarja misel, da se ljudje sami odločamo o tem, koliko in za kaj bomo zapravili svoje prihodke, hkrati pa naj bi vsaj delež tega namenili za pomoč drugim. Poleg tega pravi, da je ljudem treba pomagati na najvplivnejši način in s tem so njegove ideje pripomogle k podvigu efektivnega altruizma. O tem je napisal knjigo "The Most Good You Can Do". Kot zagovornik efektivnega altruizma in aktivnosti na področju dobrodelnosti je po izidu njegove knjige “The Life You Can Save: Acting Now to End World Povery” leta 2009 je ustanovil dobrodelno organizacijo The Life You Can Save (TLYCS), ki skuša spremeniti kulturo podarjanja v državah v razvoju ter hkrati povečati letne donacije vplivnim neprofitnim organizacijam, ki zmanjšujejo človeško trpljenje in preprečujejo prezgodnje smrti ter izboljšujejo življenje in življenjske pogoje za ljudi ki živijo v hudi revščini. Singer je prepričan, da moramo pomagati drugemu, če to za nas predstavlja minimalen strošek, njemu pa znatno izboljša življenje. Meni tudi, da je podpiranje dobrodelnih organizacij pomemben del posameznikovega etičnega in moralnega življenja. Leta 2013 je Singer stopil v stik z bivšim poslovnežem Charlijem Breslerjem v želji po razširitvi delovanja TLYCS, ki je še istega leta postala registrirana 501c3 dobrodelna organizacija z Breslerjem na mestu neplačanega izvršnega direktorja. Od takrat se organizacija TLYCS ne ukvarja več le z dobrodelnostjo, ampak tudi pomaga širiti ideje iz Singerjevih knjig preko njihove spletne strani, govorov, nastopov v medijih, delavnic, bloga in družbenih omrežij. Peter Singer daje približno tretjino svojih prihodkov v dobrodelne namene, a je še vedno prepričan da bi moral darovati več, saj je to moralno pravilno. 

## Dela
- Animal Liberation (1975) je njegovo najbolj znano delo, v katerem razpravlja o pravicah živali in ideji najmanjšega zla.
- Utilitarianism: A Very Short Introduction (2017, with Katarzyna de Lazari-Radek)
- Ethics in the Real World: 82 Brief Essays on Things That Matter (2016)
- One World Now: The Ethics of Globalization (2016)
- The Most Good You Can Do: How Effective Altruism Is Changing Ideas About Living Ethically ( 2015)
- The Point of View of the Universe: Sidgwick and Contemporary Ethics (2014, with Katarzyna de Lazari-Radek)
- The Expanding Circle: Ethics, Evolution, and Moral Progress (1981)
- The Life You Can Save: How to Do Your Part to End World Poverty (2009)
- The Ethics of What We Eat: Why Our Food Choices Matter (2007, with Jim Mason)

### V slovenščini
- Praktična etika (Practical Ethics, 2011) Singer ponuja svoje razmisleke o moralnih vprašanjih na različnih področjih človekovega delovanja: odločitve o življenju in smrti, moralni status živali, moralno vrednotenje okolja, moralne dolžnosti do ljudi v življenjski nevarnosti, ki niso naši sodržavljani, o pravici do azila itd. V vseh teh praktično etičnih dilemah s svojo prepoznavno argumentacijo dokazuje, da lahko utilitarizem še vedno ponudi izzivalne in radikalne reformne odgovore na pomembna moralna vprašanja sodobnega sveta.
- Razmislimo znova o življenju in smrti: sesutje naše tradicionalne etike (Rethinking Life and Death: The Collapse of Our Traditional Ethics, 1994) Delo spada na področje bioetike, v njem se Singer sprašuje o evtanaziji in splavu, vendar ne poda odgovorov, samo opisuje ta dva problema in poda nova neprijetna vprašanja.
- Etika v dobi sebičnosti (Ethics in an Age of Self-interest) iz časopisa Sodobnosti (Letn. 48, št. 1 (2000), str. 18-20)

Poleg teh najpomembnejših, je Peter Singer napisal še nekaj drugih del, ima pa tudi veliko člankov in javnih govorov, ki so objavljeni na internetu. Singer je tudi soavtor mnogih drugih del, ki se poglabljajo v njegovo področje.